# Chronologie de la vidéo réservée aux adultes au Japon
 (décembre 2014).
Cet article est l'histoire chronologique de l'industrie de la vidéo pornographique (AV) au Japon. Les divers événements importants la concernant sont présentés année par année. Les noms des actrices les plus connues sont en caractères gras. Tous les noms sont donnés dans l'ordre habituel des pays occidentaux (le nom de famille en second) et classés par ordre alphabétique, à partir du nom de famille.

## Décennie 1980

### Nikkatsu et le porno érotique
À la fin des années 1960, le marché des « Pink film(s) » (ピンク映画, Pinku eiga) est le domaine réservé de quelques firmes au budget réduit. L'importation de films américains et la concurrence de la télévision amenèrent une perte d'audience importante. Nikkatsu, une importante firme de cinéma japonaise, se bat pour sa survie. Cherchant à conquérir de nouveaux spectateurs, Toei company pénètre le marché du sexe en 1971 avec la série intitulée Pinky Violence. Takashi Itamochi, président de Nikkatsu, prend alors la décision de réaliser des productions « roses » de haut niveau avec des acteurs professionnels afin d'attirer de nouveaux clients.
Avec la série Appartment Wife produite par Nikkatsu en novembre 1971, ces films roses, à la pornographie « soft », souvent artistiquement bien réalisés, trouvent un écho favorable aussi bien auprès du public que des critiques. Cette introduction de la pornographie dans le cinéma japonais a sauvé Nikkatsu de la faillite. Nikkatsu ne produira que des films roses pendant les 17 années suivantes au rythme de trois nouvelles productions par mois.
D'autres grands studios comme Shintōhō et Million Films suivent l'exemple de Nikkatsu et se lancent à leur tour dans la production de films roses à gros budget mais Nikkatsu demeure le principal producteur de la pornographie de haut niveau au Japon. Vers la fin des années 1970, la part de marché des films roses représente au Japon, 70 % du marché local.

### Arrière-plan des AV pendant les années 1980
Les détenteurs de VCR deviennent nombreux au Japon dès le début des années 1980. Ceci favorise la naissance de l'industrie AV japonaise. Ces vidéos rencontrent un grand succès auprès du public dès leur début. Le caractère privé des AV assurait un confort que les anciennes salles de cinéma pornographique ne pouvaient pas proposer. Patrick Macias fait remarquer que les enregistrements d'AV sur bande permettent un accès plus facile à un centre d'intérêt et souligne l'intérêt de l'avance et du retour rapide sur un point particulier. Les producteurs de films sur bande magnétiques, dont le plus important est Nikkatsu, et ceux qui continuent à filmer sur des pellicules se livrent une guerre sans merci tout au long des années 1980 afin de capter les spectateurs du genre. À la suite de changements dans la population des spectateurs et des restrictions légales imposées par le gouvernement aux salles de projections cinématographiques, l'industrie AV prend la tête du marché au Japon dès la fin des années 1980.

### Les années de compétition avec Nikkatsu
Lorsqu'au début des années 1980 les VCR montent en puissance, les premières AV font leur apparition et deviennent vite très populaires. Dès 1982, les AV atteignent une part de marché à peu près équivalente à celle des salles de cinéma. Comme à la fin des années 1960, Nikkatsu perd de nouveau ses clients. Face à cette nouvelle donne, il se concentre sur les tournages S&M, genre qui a rencontré le plus de succès.
En 1984, le nouveau gouvernement impose de nouvelles règles drastiques à Eirin, organisme d'autocensure des productions cinématographiques japonaises. Les producteurs de films roses projetés dans les salles de cinéma voient leur chiffre d'affaires chuter de 36 % dans le mois suivant la promulgation des nouvelles lois. Nikkatsu tente d'abord de contourner celles-ci et d'entrer directement en compétition avec les AV sur leur propre terrain. Pour lancer la série AV Harder than Pink, Nikkatsu engage Masaru Konuma, réalisateur du très connu et apprécié « porno romantique » Une femme à sacrifier (1974), pour mettre en scène une version « hard » de son scénario Woman in the box (箱の中の女 - Hako No Naka No Onna) en 1985. De prime abord, Konuma est ***** mais Nikatsu sait le persuader en acceptant qu'il dirige (en accord avec Weissers, artistiquement supérieur) la version originale de son script pour les mises en vente ultérieures. Nikkatsu est contraint de cesser la production de cette série en raison de son insuccès auprès du public.
Le studio essaie ensuite de récupérer une audience avec des « films roses » de très grande envergure. Il commence avec la série Flower ans Snake (Hana To Hebi) (1985-1987) basée sur son roman porno S/M à succès de 1974. Flower ans Snake met en scène Naomi Tani. Devant un nouvel échec, il engage une AV queen, Hitomi Kobayashi (débuts en 1986, voir liste ci-dessous) pour jouer dans leur série en 1987. Malheureusement, ces films sont jugés comme étant à peine meilleurs que des vidéos et n'ont pas eu de succès.

### Nikkatsu perd l'industrie de l'AV
Après tous ces différents essais infructueux, Eirin assène le coup de grâce à Nikkatsu en introduisant des règles encore plus strictes pour les films de sexe. La compagnie doit s'avouer battue et cesse sa production en avril 1986. Bed Partner (1988) sera la dernière production de cette firme au bout de 17 années d'existence. Nikkatsu continue en distribuant des films sous le nom de Ropponica ainsi que des films pornographiques sous l'appellation Excess Films. Quoi qu'il en soit, ces produits sont loin du succès qu'ont eu les séries de Roman porno à leur zénith, aussi bien auprès du public que des critiques. À la fin des années 1980, les AV occupent, sans contestation possible, la première place pour les distractions cinématographiques des adultes.

### 1981
Après avoir fait ses débuts comme actrice de films pornographiques japonais, Kyōko Aizome se tourne vers la bande vidéo avec Daydream (1981) du réalisateur Tetsuji Takechi avant de lancer ses propres productions.

### 1982
Les premières vidéos pour adultes, Ken-chan, the Laundry Man (洗濯屋ケンちゃん - Sentakuya Kenchan), ont un très grand succès au Japon en 1982 avec 300 000 ventes, nombre sans précédent pour une AV. L'intérêt grandissant pour le format VHS a fait augmenter les ventes de lecteurs. La popularité de ce format tient au fait qu'il a été diffusé aux États-Unis d'Amérique par la société Orchid International dès 1984.
Les premières AV sont interprétées par des actrices qui ne trouvaient pas de travail dans les films « Roman Pornos » ou étaient issues des « soaplands »,. L'année 1982 a vu naître les débuts de Kate Asabuki, une des premières actrices réputées de l'AV. Son nom apparaît aussi bien dans les AV que dans les films pour salles obscures. Elle est également coanimatrice de l'émission télévisée hebdomadaire Tokyo Rock TV.

### 1983
La carrière de Satomi Shinozaki commence en 1963 avec les films sur pellicule. Elle restera fidèle à ce moyen d'expression pendant 20 ans avant de se tourner vers les AV en 1983 et diriger une production en 2001. Kyouko Hashimoto, une autre actrice ayant débuté en 1983, a fait le chemin inverse. Elle a commencé sa carrière en tournant pour des AV et s'est ensuite dirigée vers le cinéma. Cette actrice a joué dans plus de 100 films y compris avec Kei Mizutani dans Weather Woman (1996).

#### Actrices débutantes de 1983
- Hashimoto Kyouko (橋本杏子), née le 15 février 1964 ? à Saitama (Japon).
- Satomi Shinozaki (しのざきさとみ) alias Aya Misawa, (三井綾子他), née le 18 janvier 1963[23].

### 1984
Yumiko Kumashiro (神代弓子), née le 22 novembre 1965 à Shizuoka (Japon), débute en 1984. Elle tournera plus tard des séries non pornographiques pour les studios Nikkatsu sous le pseudonyme « Eve » (イヴ) (2004), puis pour la firme Shintōhō dans les années 1990. Sa carrière est brillante aussi bien comme stripteaseuse que comme actrice.
Cette même année Wonder Kids Studio diffuse le premier dessin animé pornographique, Lolita anime. Devant son succès quasi immédiat, Nikkatsu a aussitôt publié ses propres dessins animés du même genre et sous le même titre de Lolita Anime (Nikkatsu).

### 1985
Eri Kikuchi est une actrice venue à l'AV dès septembre 1985, bien qu'elle ait tourné secrètement quelques films auparavant. Dotée d'une importante poitrine (bonnets E), elle s'étale sur les pages de magazines et tourne des AV et des films de cinéma comme celui de l'entreprise Shintōhō Eri Kikuchi - Big Breasts (菊池エリ　巨乳 - Kikuchi Eri Kyonyu) (1886). En 2003 elle est conférencière et démonstratrice dans des écoles d'AV et enseigne leur métier aux futurs réalisateurs d'AV. En 2007, 23 ans après ses débuts dans les AV, elle met toujours en vente des AV.

#### Actrice débutante en 1985
- Keiko Nakazawa

### 1986
1986 marque un tournant pour l'industrie AV en raison de l'arrivée d'Hitomi Kobayashi et de Kaoru Kuroki, toutes nouvelles étoiles montantes de l'AV. Elles allaient révolutionner cet art.
Hitomi Kobayashi marquera pour plus d'une décennie les AV et gagne le titre envié, au Japon, de « Japan's Queen of Adult Video » (Reine des Vidéos pour Adultes au Japon). Ses 39 vidéos tirées à plus de 600 000 exemplaires, font une recette de six milliards de yens. Shukan Shincho a dit qu'« avec elle commence l'âge d'or des vidéos pour adultes ». (« She laid the foundations for the golden age of adult video. »)
Kaoru Kuroki a reçu le surnom de « première actrice AV de haut niveau ». Après être devenue une actrice renommée de vidéos pornographiques, elle apparaît dans des programmes télévisés diffusés tardivement ainsi que, dans les programmations aux grandes heures d'écoute, dans des causeries et des campagnes de publicité nationales. Elle est admirée par les femmes japonaises pour son franc-parler lorsqu'elle aborde des questions de sexe, toujours avec tact, et pour ses points de vue « féministes » à la télévision. Rosemary Iwamura la définit comme la personne qui a changé l'image de l'actrice AV : « Elle n'a pas choisi de tourner des vidéos [pornographiques] parce qu'elle ne pouvait pas faire autrement mais plutôt par conviction » (She didn't seem to be making videos because of a lack of options but rather as an informed choice.). Toru Muranishi, directeur de Kuroki chez Crystal, est connu comme un novateur qui a aidé à donner naissance au style narratif « documentaire ». Ce style est devenu une marque de fabrique des AV japonais.

### 1987
Dans le but de contrer l'industrie de l'AV, Nikkatsu embauche une grande étoile de l'AV pour jouer dans ses séries filmées en 1987. Il s'agit de Hitomi Kobayashi, qui a fait ses débuts l'année précédente. Malheureusement, ces films n'ont pas le succès escompté. Les admirateurs de l'artiste préfèrent l'intimité des AV. Les cinéphiles, quant à eux, jugent ces films sur pellicule à peine meilleurs que des vidéos.
Nao Saejima débute en 1987 pour Nikkatsu dans un « film rose » portant son nom, Abnormal Excitement: Nao Saejima (1989), puis l'excellent Meet Me In the Dream: Wonderland (1996). Un article paru en 2006 dans les colonnes du Mainichi Daily News affirme que Saejima travaille comme une grande actrice.

### 1988
- Yutaka Ikejima, connu jusque là comme acteur prolifique dans l'interprétation de « films roses », commence une carrière de réalisateur alors que la bande vidéo a envahi le marché. Il va néanmoins s'intéresser à la réalisation de films en 1991[39].
- Nikkatsu, au bout de 17 années de lutte, renonce aux séries Roman Porno en 1988, acceptant sa défaite face au marché conquis par l'AV.
- Diamond Visual, fondée en septembre 1988 par Toru Muranishi, deviendra pendant un temps la plus importante firme d'AV. Muranishi a travaillé chez Crystal Eizo lorsque Kaoru Kuroki y faisait ses débuts en 1986. Partageant la vision qu'avait Muranishi concernant les AV au format « documentaire », Kuroki le suit dans la nouvelle entreprise qu'il a créée[36].
- Keiko Murakami débute dans le film Apartment Wife 団地妻　不倫丸見え (1991, Excess)
- Rena Murakami débute dans un film portant son nom et produit par sa propre firme (Rena Films), (1997, Excess).

#### Actrices débutantes en 1988
- Keiko Murakami (村上慶子), née le 25 octobre 1971[40].
- Rena Murakami (村上麗奈), née le 25 novembre 1967 à Tokyo[41].

### 1989
Kimiko Matsuzaka, actrice à la poitrine généreuse débute avec les AV le 1er février 1989 dans la société Diamond Image. Engagée pour un seul produit, elle devient vite une importante actrice pour la firme. Diamond Image est au bord de la faillite et lutte pour sa survie. Elle décide de jouer son va tout et confie un autre rôle à Kimiko Matsuzaka dans Big Bust Boom (巨乳ブーム, Kyonyu Buumu). Cette dernière travaille ensuite pour l'entreprise au rythme d'une AV par mois pendant 20 mois jusqu'à son départ brutal de la vidéo pornographique en 1990. À côté des séances de pose photo pour des périodiques et des albums photo, on peut la voir dans diverses revues et séries télévisées. Elle a également prêté sa voix pour une anime de science fiction destinée aux adultes et a enregistré un CD de chansons. Une véritable chasse aux fortes poitrines a suivi le succès de Matsuzaka. Shiina Itou, Megu Goto et Natsuko Kayama sont les premières concurrentes dans ce domaine.
Yumika Hayashi est couronnée « Japan's Original Adult Video Queen » pour les œuvres de toute une carrière qui aura duré 16 ans. Le réalisateur Hisayasu Sato la choisit pour le rôle principal de son film Real Action: Drink Up! (1993). Sa mort survenue brutalement quelques jours avant ses 35 ans aura clos une des plus longues carrières dans le film pornographique,.

#### Actrices débutantes en 1989
- Megu Goto (五島めぐ), née à Tokyo le 20 octobre 1970[45].
- Yumika Hayashi (林由美香), née le 27 juin 1970 à Tokyo[46].
- Shiina Itou (いとうしいな) alias (椎名かほり), (柏木ゆかり), née le 6 octobre 1970 à Tokyo[47].
- Natsuko Kayama (加山なつこ), née à Tokyo le 23 décembre 1970[48].

## Décennie 1990

### AV au cours des années 1990
Les années 1990 voient le gouvernement revenir sur l'interdiction (datant de 40 ans) de montrer les poils pubiens. Vers le milieu de 1991, il est courant de voir la photographie d'une personne nue, de face, dans les livres et périodiques. L'interdiction de représenter la région pubienne est supprimée pour les films d'importation mais demeure pour les AV et les films familiaux jusqu'au milieu de la décennie.

### 1990
Le tournage film Big Bust Boom (巨乳ブーム, Kyonyu Buumu) qui a fait le succès de Kimiko Matsuzaka dès ses débuts commence au cours des premiers mois de 1989 et se poursuivra tout au long de l'année 1990. Matsazuka tournera sa dernière AV en octobre 1990 et se retire de la vie publique en 1991. Parmi les grandes actrices à la poitrine généreuse qui commencent cette année-là, on trouve Kuwata Kei dont le tour de poitrine de 1,13 mètre dépasse les 110,7 centimètres, bonnets G, de Matsuzaka. Cependant, Kuwata n'atteint jamais la popularité de cette dernière. Sa carrière dure, au moins, jusqu'à la fin de 1998.

#### Actrice débutante en 1990
- Kei Kuwata (桑田ケイ), née le 28 août 1971 à Tokyo[50].

### 1991
Le retrait soudain de la vie publique de l'actrice Kimiko Matsuzaka au printemps 1991 est un réel problème pour l'industrie de l'AV. Le réalisateur Toru Muranishi n'hésite pas à affirmer que son départ est ce qui pouvait arriver de pire. Les producteurs pour qui Matsuzaka travaille (Muranishi, Diamond Visual) se déclarent en faillite dans l'année qui suit le départ de l'actrice.
Shashinshuu (albums photos), Santa Fe (album photos déshabillée), albums de l'actrice Rie Miyazawa parus en novembre 1991, sont les premières publications qui profitent de la nouvelle loi en montrant le pubis au grand jour. La révélation d'une petite pilosité sur une seule photographie fait vendre 1,5 million d'exemplaires. Les « hea nuudo » deviennent habituels en photographie mais restent interdits dans les AV.

### 1992
Le très important studio Shintōhō pénètre le marché de l'AV en 1992 avec ses séries Hard Porno. Il s'agit de produits S&M du vieux Koji Wakamatsu. La série commence avec le film Cruelty of the Female Inquisition (1975, réalisateur Shinya Yamamoto, actrice Naomi Tani.) Les propres écrits de Wakamatsu, Torture Chronicles, sont reproduits en vidéo dans ces séries.
Après que Rie Miyazawa eut dévoilé sa pilosité pubienne dans les journaux spécialisés, d'autres personnalités du monde cinématographique la montrèrent à leur tour: Yoko Shimada, Keiko Oginome et bien d'autres.
La plus grande entreprise de productions AV, Diamond Visual, se déclare en faillite au mois de février 1992 et fait naître des inquiétudes quant à la survie des autres compagnies.

#### Actrice débutante en 1992
- Ai Iijima

#### Actrices débutantes en 1994
- Mariko Morikawa
- Sakura Sena

### 1995
Au mois de décembre 1995, Ganari Takahashi fonde Soft on Demand, une société spécialisée dans la production d'AV. Elle deviendra la plus importante entreprise du genre et sera connue pour son approche créative dans la vidéo pour adultes.
Jusqu'au milieu des années 1990, la plupart des actrices commencent leur carrière entre 18 et 20-22 ans. Dans le même temps, les femmes plus mûres sont de plus en plus appréciées par un certain public. Alors que les jeunes filles restent la norme, cette nouvelle donne ouvre une voie pour les étoiles montantes plus âgées comme Aki Tomosaki en 2000 et Maki Tomoda en 2006. Toutes deux ont atteint la trentaine lors de leurs premières apparitions.
Ruka Aida est l'une des actrices d'AV les plus en vue, dès ses débuts en 1995, pour avoir toujours refusé que ses partenaires utilisent des préservatifs malgré les recommandations de l'industrie. Elle met un terme à cette activité au bout de neuf ans et travaille comme « masseuse » dans un « soapland » du quartier de Yoshiwara. Elle ouvre, en juin 2004, le bar « Ruka » portant son nom, à Tokyo, dans le quartier de Roponggi.
Aika Miura aura connu la carrière la plus longue pour ce genre d'actrice et aussi la plus prolifique. Elle enchaîne une vidéo par mois pendant plus de sept ans (excepté l'année 1998) avant de se retirer en 2002. Elle tourne également pour le grand écran dans Aika Miura - Streetcar Ecstasy en 2001).
Kei Mizutani apparaît pour la première fois dans Weather Girl. Son succès immédiat crée la surprise dans les années 1990 pour le cinéma japonais. Son film devient un film culte. Reproduite sur bande en 1995 par le producteur, la vidéo gagne le prix de l'Oslo Films from de South Festival et celui du Stockholm International Film Festival en 1996. Allant de succès en succès, cette production se classe dans le peloton des dix meilleures pour l'année. Weissers le qualifie de « a brilliant film, worthy of all the praise it received from some traditionally conservative reviewers, constantly flirting with bad taste while managing to stay fresh and innocent » et souligne que ce film « dramatically illustrates the enormous cultural differences between Japanese and American sensibilities. »,. Mizutani se destine à une carrière internationale brillante et féconde.

#### Actrices débutantes en 1995
- Ruka Aida (愛田るか), née le 4 novembre 1971 à Kanagawa (Japon)[67].
- Asami Jo.

### 1996
Miki Sawaguchi est l'actrice la plus en vue à débuter en 1996. On peut la voir dans des publications, les albums photo, les AV, à la télévision, l'écouter à la radio et même chanter sur des CD qu'elle a enregistrés. Cette actrice à la forte poitrine devient une star du multimédia.
Un article de décembre 2005 vante les talents de Yuri Komuro : « une des étoiles les plus brillantes dans le firmament de la vidéo pour adultes. » Par la même occasion, il est donné de savoir que cette actrice écrit des romans depuis qu'elle s'est retirée du monde du spectacle en 1999. Au sommet de sa gloire, Kamuro participe à la publicité pour un nouveau parfum en affirmant que son odeur a comme point de départ celle d'un slip qu'elle a porté plusieurs jours de suite. Ce parfum a été baptisé « Asoko » (litt. cet endroit), euphémisme utilisé par les Japonais pour désigner les parties génitales.

#### Actrices débutantes en 1996
- Akira Fubuki
- Jun Kusanagi
- Madoka Ozawa

### 1997
Un article de l'année 2006 affirme qu'à ses débuts en 1997, Sally Yoshino travaille comme strip-teaseuse.

#### Actrices débutantes en 1997
- Bunko Kanazawa
- Haruki Mizuno

### 1998

#### Actrices débutantes en 1998
- Azumi Kawashima
- Minami Yoshii alias Shoko Mizusawa

### 1999
Mami Aizawa commence sa carrière en 1999. Elle est qualifiée de « one of the hottest commodities in the Japanese adult video world » par un article publié en 2003. Elle exerce la profession de mannequin puis est contactée pour tourner dans les AV. Elle serait restée vierge jusqu'à sa troisième vidéo et fait preuve d'une dextérité étonnante sur ses homologues masculins.
Minori Aoi débute cette même année. Sept ans après (2006), elle apparaît dans une campagne de promotion (très controversée) pour la « 2nd International Healthy City Conference in the People's Republic of China » (Deuxième Conférence Internationale sur la Santé dans les Villes en République populaire de Chine).

#### Actrices débutantes en 1999
- Mami Aizawa (相沢まみ), née le 15 juin 1980 à Tokyo Japon[71]
- Ami Ayukawa

## Décennie 2000

### 2000
Anna Ohura revendique avoir un des bustes les plus imposants de toute l'industrie pornographique japonaise. Elle est effectivement reconnue, à l'étranger, comme un des chefs de file du genre dans les vidéos pour adultes.
Emily Yoshikawa débute en l'an 2000. Elle atteindra le sommet du box-office avant de se retirer des écrans pour travailler dans un soapland situé dans le quartier de Yoshiwara de Tokyo,.
Nao Oikawa entame une liaison avec Jinnai Tomonori, comédien très connu. Elle quitte la pornographie en 2004 mais travaille maintenant dans des variétés télévisées et comme présentatrice dans des publicités
Aki Tomozaki fait ses débuts en 2000. Elle est âgée de 30 ans et arbore une poitrine opulente. Sa carrière ne comprend pas moins de 250 films. Son aspect « mère de famille » et ses seins épanouis la prédestinent à des AV contenant des scènes d'inceste, rôle que maintes jeunes actrices peuvent plus difficilement tenir.

#### 2000
- Nao Oikawa (及川奈央 / おいかわなお) fait ses débuts en 2000 et renonce à poursuivre dans la pornographie en 2004, au sommet de sa carrière. Elle est née le 21 avril 1981 à Saitama (Japon)[78].
- Akira Watase
- Emily Yoshikawa (吉川エミリー) se retire également en 2004 après avoir commencé en 2000 dans l'industrie des AV. Elle est née le 3 juin 1980 en République Dominicaine[79].

### 2001
Ai Kurosawa devient une actrice appréciée et à la carrière féconde. Elle remporte le prix de la meilleure actrice lors de la 2e édition des prix des films distrayants organisée par Takeshi Kitano.
Hitomi Hayasaka pense exercer la profession de principale dans la gestion de motels avant de se consacrer à l'AV. Haysaka est devenue une des actrices les plus prolifiques avec plus de 120 films parus depuis ses débuts, cinq ans auparavant, dans l'industrie pornographique.
Nozomi Momoi est une des actrices les plus importantes et à l'avenir prometteur dès ses débuts dans l'AV. Elle est l'interprète de plus de 100 AV dans l'année de ses débuts. Sa carrière prend fin brutalement par son décès, en octobre 2002 à la suite d'un meurtre ou d'un suicide. Jamais réellement élucidé, cet décès a traumatisé la nation tout entière.
Erika Nagai se forge l'image d'une experte en arts martiaux dans les AV qu'elle tourne. Elle devient ainsi une actrice favorite des amateurs de « fortes femmes », genre en vogue à partir des années 2000.

#### Actrices débutantes en 2001
- Kokoro Amano
- Kyôko Ayana
- Hitomi Hayasaka (早坂ひとみ), née le 28 juin 1982 à Kanagawa Japon[83].
- Marina Matsushima

### 2002
Un article du Shukan Bunshun, daté de mars 2002, rapporte que l'actrice d'AV Yumika Hayashi qui a débuté en 1989, participe à un symposium avec projection de films pornographiques destinés plus particulièrement à un public féminin dans le quartier de Shibuya
D'après un article paru en 2003, Maria Takagi, dont le début dans l'AV remonte à 2002, est l'actrice la mieux payée du Japon avec 300 millions de yens pour 30 films. Surnommée l'« Aya Matsuura du porno », elle se montre dans la série dramatique télévisée Anata no Tonari no Dareka Iru diffusée sur la chaîne Fuji Television. Depuis qu'elle a quitté l'industrie de l'AV en 2004, on peut la voir dans plusieurs séries dramatiques de la télévision japonaise. Elle a également tourné dans un film d'horreur, Tokyo Zombie en 2005.

#### Actrices débutantes en 2002
- Sora Aoi
- Mai Haruna
- Yuria Kato
- Naho Ozawa
- Asuka Sakamaki
- Maria Takagi (高樹マリア). Débuts : 2002 ; retrait : 2004 ; née le 25 octobre 1978 à Chiba[88].
- Maki Tomoda

### 2003
Shinji Kubou, acteur qui a tourné plus de 800 vidéos, ouvre, le 25 mai 2003, l'AV Culture School, établissement destiné à former les futurs réalisateurs et acteurs de l'AV. Eri Kikuchi qui a embrassé cette carrière en 1984 en est la première enseignante.
Les admirateurs d'Hitomi Kobayashi l'ont surnommée la « Reine Japonaise de la Vidéo pour Adultes ». Elle a fait ses premières apparitions à l'écran en 1986 et annonce sa retraite pour 2004 après avoir tourné une dernière grande production à gros budget dont la sortie est programmée pour 2004. Les investisseurs se plaindront par la suite de malversations financières concernant ce film.

#### Actrices débutantes en 2003
- Hikaru Koto
- Ayano Murasaki
- Kyoko Nakajima
- Sakura Sakurada

### 2004
Emily Yoshikawa qui fait ses premiers tournages en 2000, décide d'arrêter les AV en 2004 pour travailler dans le quartier de Yoshiwara pour des questions financières : une « passe » lui rapporterait 70 000 yens. Ce montant lui paierait un voyage aller et retour à Hong-Kong. Dans les jours suivant l'annonce de sa décision, son carnet de rendez-vous se retrouve complet pendant trois mois.
Un scandale financier suit le départ d'Hitomi Kobayashi de l'industrie pornographique en décembre 2003. Un article dans un journal daté de mars 2004 rapporte que Kobayashi, débutante en 1986, travaille maintenant comme hôtesse dans un boîte de nuit située à Roppongi. Son mari, ancien président de l'agence qui l'avait recrutée, en est le responsable.
Le bar Ruka ouvre ses portes en juin 2004 également dans le quartier Roppongi. Il porte le nom de la propriétaire Ruka Aida, ancienne étoile du porno, qui a débuté en 1995.

#### Actrices débutantes en 2004
- Yua Aida
- Shoko Goto
- Saya Misaki
- Nana Natsume

### 2005
La mort de Yumika Hayashi, survenue en juin 2005 peu avant son 35e anniversaire, met un terme à une des plus longues carrières dans l'industrie de l'AV. Elle y a fait ses premiers pas en 1989. Peu de temps avant son décès, on la qualifie de « Reine du Japon pour la Vidéo Originale réservée aux Adultes ». En 16 ans de carrière, elle aura tourné 400 vidéos, un documentaire et un grand film de fond qui a été présenté dans maints festivals internationaux,.
Un article de décembre 2005 de l'Asahi Geino relate le devenir de quelques grands noms de l'AV : Yuri Komuro est écrivain ; Nao Saejima, artiste ; Ruka Aida s'occupe toujours du bar qu'elle a ouvert sous son nom l'année précédente ; Sally Yoshino a repris son ancien métier de stripteaseuse ; Hitomi Hasegawa est pressentie pour tenir le rôle d'une « missionnaire érotique » à qui il arrive des « aventures sexy ».

#### Actrices débutantes en 2005
- Asuka Yūki
- Hikari Hino
- Maria Ozawa
- Tina Yuzuki

### 2006
Miho Maeshima travaille comme actrice à la télévision avant de se diriger vers les AV en 2006.